# Alekszandr Fjodorovics Mahovikov
Alekszandr Fjodorovics Mahovikov, oroszul: Александр Фёдорович Маховиков (Moszkva, 1951. április 12. –) szovjet válogatott orosz labdarúgó, hátvéd, középpályás.

## Pályafutása

### Klubcsapatban
A Gyinamo Moszkva korosztályos csapatában kezdte a labdarúgást, ahol 1970-ben mutatkozott be az első csapatban. Egy bajnoki címet és két szovjet kupagyőzelmet ért el az együttessel. Tagja volt az 1971–72-es idényben KEK-döntős csapatnak. 1985 és 1988 között a Kubany Krasznodar játékosa volt.

### A válogatottban
1972 és 1979 között 25 alkalommal szerepelt a szovjet válogatottban és egy gólt szerzett.

## Sikerei, díjai
Gyinamo Moszkva
- Szovjet bajnokság
  - bajnok: 1976, tavasz
- Szovjet kupa
  - győztes (2): 1970, 1977
- Kupagyőztesek Európa-kupája (KEK)
  - döntős: 1971–72